# Cheburashka

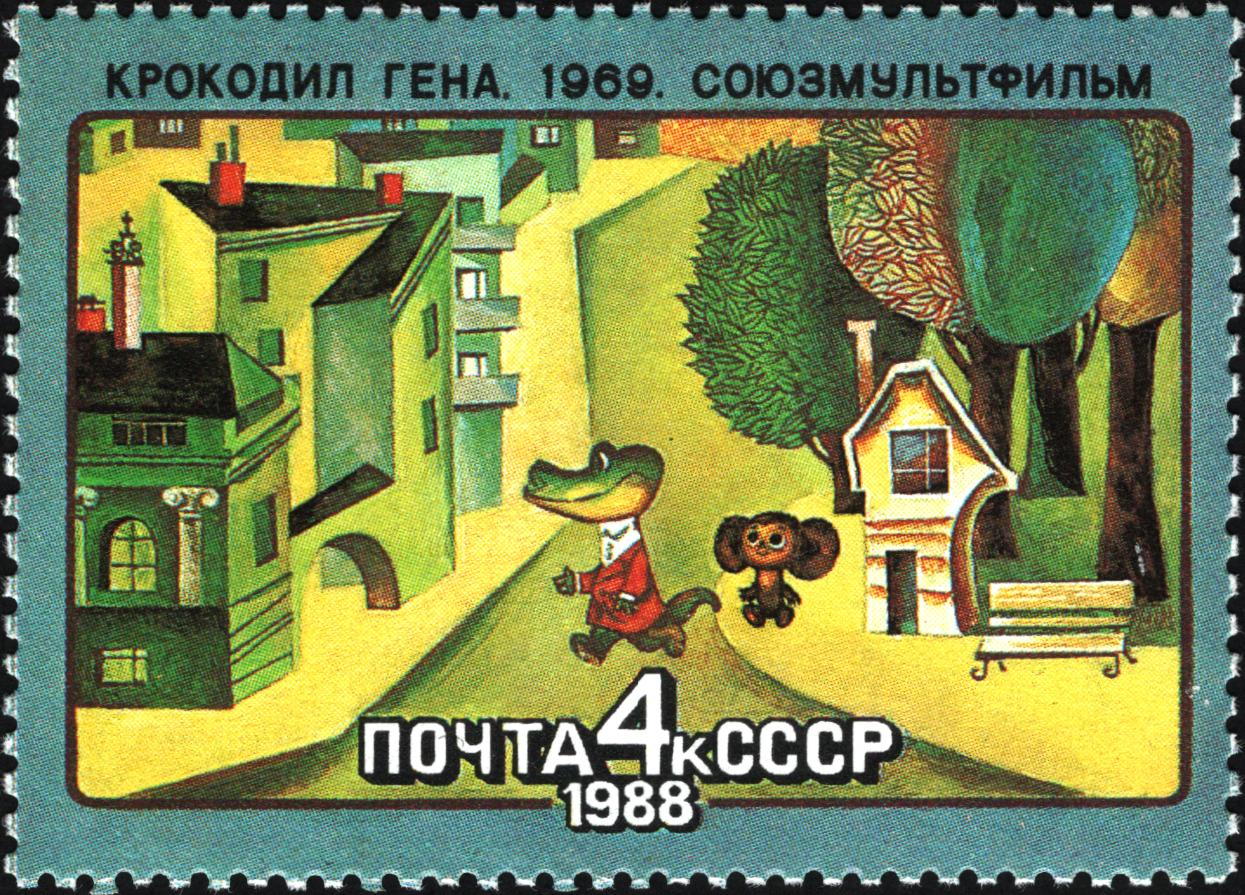
«Cheburashka y el Cocodrilo Guena» en un sello postal soviético de 1988.

Cheburashka (en ruso:  Чебурашка), también llamado Topple en algunas traducciones, es un personaje de literatura infantil que apareció por primera vez en 1965 en un cuento del escritor ruso Eduard Uspenski (Эдуард Успенский, 1937-2018). 
Cheburaska es asimismo el protagonista de varios cortometrajes de animación de muñecos con dirección artística de Leonid Sсhwartsman (Леонид Шварцман, n. 1920) y dirigidos por Román Kachánov en el estudio Soyuzmultfilm; la voz del personaje es la de Klara Rumiánova (Клара Румянова, 1929-2004). El primer episodio, titulado El Cocodrilo Guena (Крокодил Гена), se realizó en 1969.

## Historia
En las narraciones de Uspénskiy, Cheburashka es un pequeño y gracioso animal, desconocido para la ciencia, que vive en un bosque tropical. Accidentalmente se mete en un cajón de naranjas, come mucho y se queda dormido.
Cheburashka no es, de hecho, sino el que se inventa para la especie el confundido dueño de la frutería donde es encontrado. El vendedor saca al animal y lo sienta en una mesa, pero sus patas están entumecidas después de haber pasado tanto tiempo en el cajón y se cae (чебурахнулся: cheburájnulsia, un coloquialismo ruso) de la mesa a una silla, y después de la silla, en la que no se puede sentar por la misma razón, al suelo. El encargado de la tienda, que asiste a la escena, decide llamarlo Cheburashka. 

Он сидел, сидел, смотрел по сторонам, а потом взял да и чебурахнулся со стола на стул. Но и на стуле он долго не усидел — чебурахнулся снова. На пол.

— Фу ты, Чебурашка какой! — сказал про него директор магазина, — Совсем не может сидеть на месте!

Так наш зверёк и узнал, что его имя.
Эдуард Успенский: Чебурашка

Se sentó, se sentó, y miró a su alrededor; y entonces se cayó de la mesa a la silla. Pero no estuvo mucho tiempo sentado en la silla: se volvió a caer; y esta vez al suelo. 

- ¡Ahí va, tú!: ¡pero qué tentetieso que es! - dijo de él el encargado -. Es que no puede estarse quieto derecho.

Eso pasaba con el animalejo, que se aprendió su nombre.
Eduard Uspénskiy: Cheburashka

En ruso, las palabras con la misma raíz que «cheburashka» eran arcaicas; Uspénskiy dio lugar a su recuperación.
El Diccionario del gran idioma ruso vivo (Толковый словарь живого великорусского языка), de Vladímir Dal, presenta el término «чебурашка» («cheburashka») como sinónimo de «ванька-встанька» (vanka-vstanka), que también es sinónimo de «неваляшка» («nebaniáshka»): «tentetieso».

## Series animadas de Cheburashka

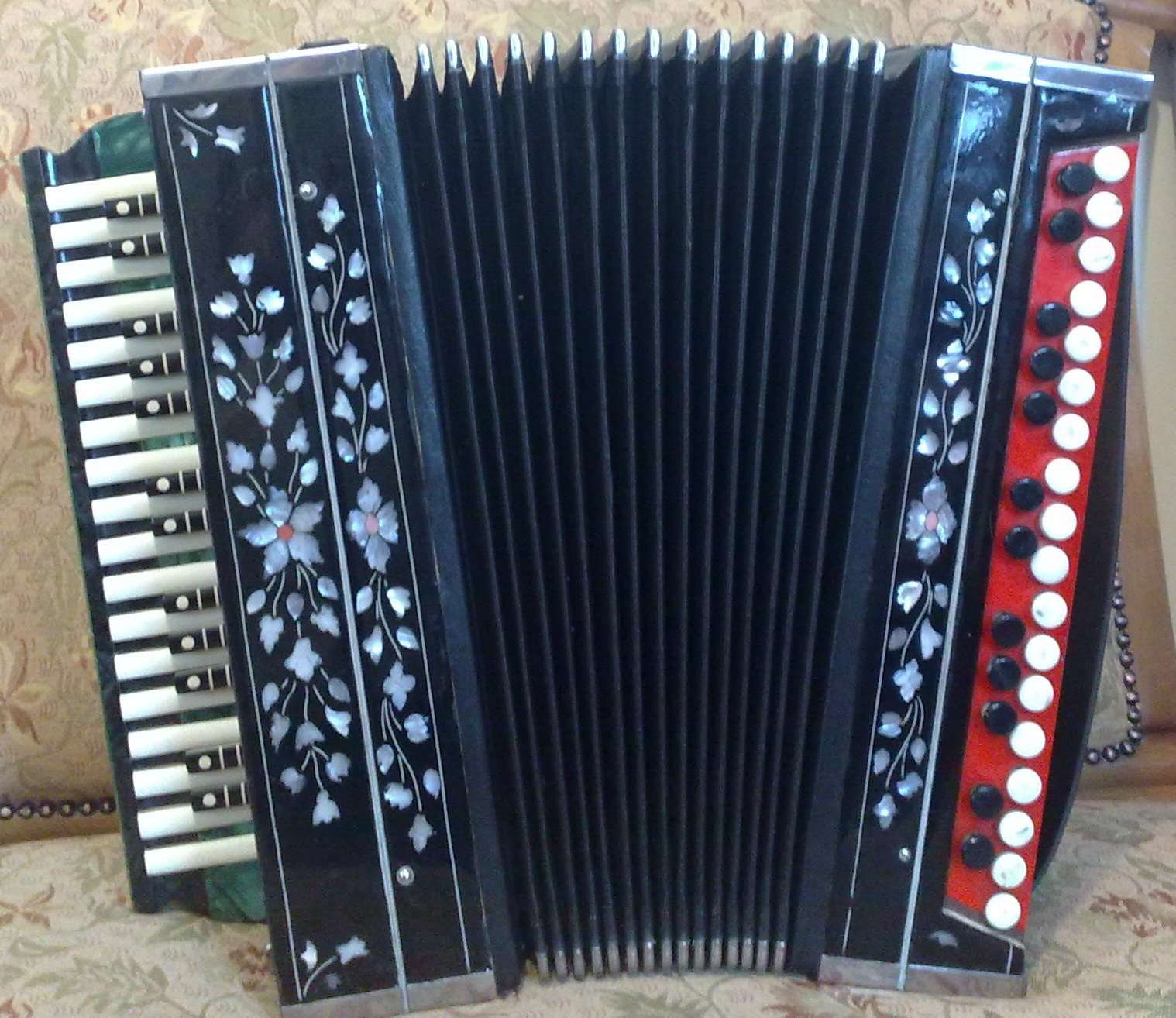
Acordeón ruso (баян: bayán) oriental. El que lleva el muñeco que representa al Cocodrilo Guena está simplificado, con sólo 5 teclas para la mano derecha y 4 botones para la izquierda.

1. 1969: El Cocodrilo Guena (Крокодил Гена).[1]
2. 1971: Cheburashka (Чебурашка ).[2]
3. 1974: El sombrero de copa o La vieja Shapokliak (Шапокляк).[3]
4. 1983: Cheburashka va a la escuela (Чебурашка идёт в школу).[4]
5. 2009: Cheburashka Arere? (GoHands, Japón)[5]

## El amigo de Cheburashka
Cheburashka, que tiene un cuerpo parecido al de un oso, grandes orejas redondas y es del tamaño aproximado de un niño de cinco años, convive con el amigable Cocodrilo Guena, que usa un sombrero y un abrigo, camina en posición erguida y toca el acordeón. Guena trabaja en un zoológico haciendo, claro está, de cocodrilo. Sus canciones favoritas son Qué pena que el cumpleaños sólo sea una vez al año y El vagón azul.

## Antagonista

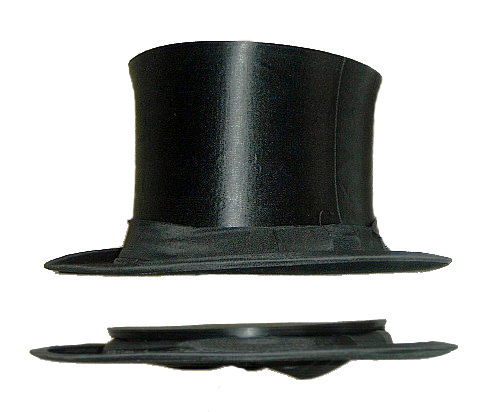
Chapeau claque; abajo, recogido.

En las películas de animación, Cheburashka y Guena ven complicarse sus aventuras por la intervención de la Vieja Shapokliak (Старуха Шапокляк, del francés «chapeau claque», un tipo de sombrero alto del estilo del de copa). La Vieja Shapokliak se dedica a perjudicar a los demás, y es así ejemplo de la personalidad sin valores: en el primer episodio, canta "Uno no se hace famoso por sus buenas acciones" para burlarse de un hombre que barre la calle. Es alta y delgada, usa un sombrero y un vestido oscuros, y lleva en el bolso a Lariska (Лариска), una criatura parecida a una rata.

## Controversia sobre los derechos de autor
Los derechos del personaje de Cheburashka y su imagen han sido ampliamente debatidos en la corte. En 1994, el escritor, Eduard Uspénskiy, registró el nombre y la imagen del personaje y procedió a vender los derechos a varios países. Leonid Shvartsman, director artístico de las películas de animación, trató de demostrar en corte que él había sido el creador de la apariencia visual de Cheburashka y que los derechos de autor de la imagen del personaje cinematográfico debían ser separados de los del personaje literario. 
El 13 de marzo de 2007, Shvartsman y su abogado perdieron una demanda de 4.7 millones de rublos contra BRK Cosmetics y Eduard Uspénskiy. Shvartman alegaba que Uspénskiy había vendido a BRK Cosmetics los derechos de la imagen de Cheburashka sin corresponderle; la empresa había empleado la imagen de Cheburashka en paquetes de pasta de dientes. La defensa argumentó que el artista que había dibujado al personaje para los paquetes jamás había visto las películas de animación y, a pesar de que el personaje de los paquetes era una copia exacta del cinematográfico, había ideado la figura inspirándose tan sólo en las obras de Uspénskiy. Vladímir Entin, el abogado de la parte acusadora, sospechaba que el jurado había sido sobornado para emitir tal veredicto, pero admitió que no había pruebas.

## Apariciones de Cheburashka

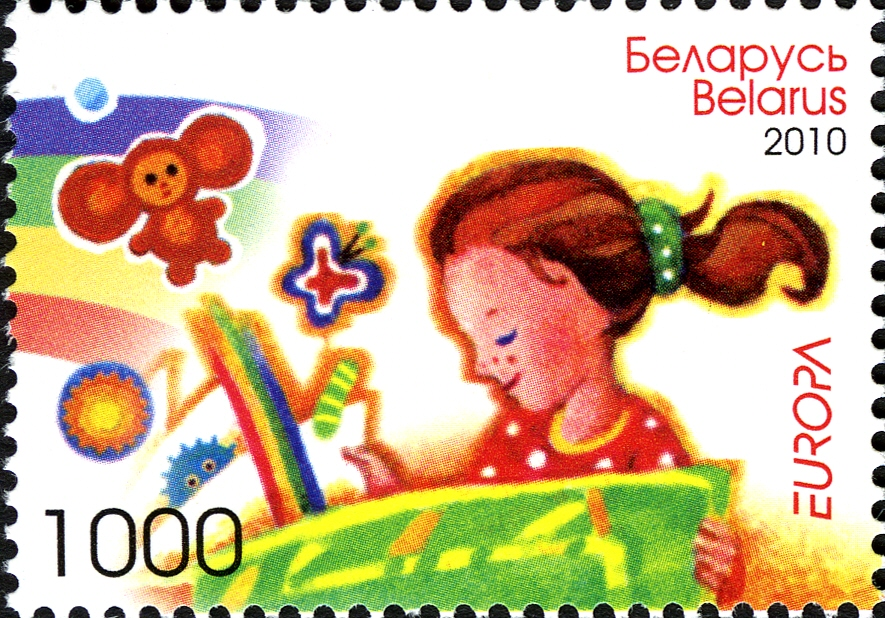
Sello postal de Bielorrusia con el personaje de Cheburashka (izquierda)

Cheburashka fue escogido para ser la mascota oficial del Equipo Olímpico Ruso que se presentaría en los Juegos Olímpicos de Atenas 2004, en Grecia. También se pudo ver muñecos de Cheburashka con miembros del equipo ruso en los Juegos Olímpicos de Turín 2006, en Italia. 
Cheburashka es uno de los pocos personajes de animación rusos que es el sujeto de numerosos chistes y trabalenguas.
La palabra "Cheburashka" es usada en sentido figurado para nombrar objetos semejantes a la figura del personaje (tales como un An-72 que, visto desde el frente, parece la cabeza del osito) o son tan lindos como él (p.e. un nombre coloquial para una pequeña botella de limonada - de la marca "Cheburashka").
Cheburashka es también una marca rusa de animación, y hay varios productos con licencias en el mercado, tales como libros anecdóticos y juguetes rellenos. 
Cheburashka también es conocido fuera de lo que eran la Unión Soviética y el Bloque Soviético. Se hizo muy popular en Japón a partir de una muestra de las películas de animación que se llevó a cabo desde el verano del 2001 hasta la primavera del 2002 en 15 salas de cine; fue visto por unos 700.000 espectadores. En el 2008, las películas de Cheburashka fueron incluidas en el Ghibli Museum Library (Fondo del Museo Ghibli), con exhibición en salas de cine el mismo día que Gake no ue no Ponyo de Hayao Miyazaki.

### Drutten och krokodile, producción de Suecia
En los años 70, se produjo en Suecia una serie de programas de televisión, de radio, grabaciones y revistas para niños presentando a los personajes Drutten y el cocodrilo Gena. Estos dos personajes estaban basados en un par de muñecos de Cheburashka y Guena comprados en un viaje a la Unión Soviética, así que eran visualmente iguales a ellos. La palabra sueca «drutten» tiene el significado de «alguien que se cae», del verbo coloquial «drutta»: «caerse» o «tropezar».
Pero no hay más similitudes. Los dos personajes suecos cantaban y contaban historias diferentes de las rusas, vivían en una repisa y no en una ciudad, y se representaban con marionetas cuyo movimiento estaba registrado en imagen real, en lugar de emplearse la técnica del paso de manivela. Sólo ocasionalmente transmitía la televisión estatal sueca un episodio ruso, y traducido al idioma nacional. Así, aunque muchos suecos reconocen visualmente a Cheburashka, generalmente no asocian estos personajes con los que conocen los habitantes de los territorios de lo que fue la Unión Soviética.

### Coleccionables
En Rusia y en Japón se fabrican muñecos y otros coleccionables de Cheburashka, que son buscados por coleccionistas de todo el mundo. Johnny Weir (n. 1984), campeón nacional de patinaje artístico sobre hielo de los Estados Unidos, es un famoso coleccionista de artículos rusos de Cheburashka.